# Étymologie du nom Alsace
Il n'existe aucune étymologie attestée du nom Alsace, cependant plusieurs propositions sont faites.

## Attestations anciennes
Les plus anciennes attestations écrites du toponyme Alsace remontent au VIIe siècle et figurent dans des documents d'archives rédigés en langue latine : Alsatiam, Alesaciones, Alesatio, Alsatius en 610, Alsaciones, Alesacius en 630, in pago Alsacinse en 720, Alsacensi en 728, Alsazas en 754, in Alsatia en 856, ducatum Helisatiae au IXe siècle, in Elisatio en 861, 870 et 888, Hellisazaas en 959, Elyzazen en 1048, Alsais en 1309, Auxois en 1469. Entre les XVe et XVIIIe siècles la forme Edelsaß / Edelsass est très fréquente. Il s'agit là d'une réinterprétation du radical El- par l'adjectif allemand edel « noble ».

## Explications étymologiques

### Alisazou le pays de l'autre rive
Le nom de l'Alsace demeure une énigme scientifique. Plusieurs explications ont été avancées dès le IXe siècle mais aucune n'a réussi à faire consensus. La plus ancienne thèse figure sous la plume du clerc Ermold le Noir (790 - 838), dit Ermoldus Nigellus, proche du roi Pépin Ier d'Aquitaine et exilé à Strasbourg entre 825-830 après un complot contre ce dernier. Selon Ermold, le nom de l'Alsace est d'origine francque : « Terra antiqua potens, Franco possessa colono, Cui nomen Helisaz' Francus habere dedit. » ; ce qui en français veut dire « Ancienne terre devenue colonie franque, à laquelle le Franc a donné le nom d'Hélisaz ». Cependant, les mentions plus anciennes évoquée plus haut contredisent le fait quHelisaz soit la forme primitive du nom.
Cette explication est repensée après 1837 par les lexicographes allemands. Selon Friedrich Kluge (1856-1926), le mot « Alsace » pourrait remonter à un étymon issu du vieux haut allemand *Alisaz / *Ali-sazzo « établissement autre, ailleurs » signifiant « habitant de l'autre rive » ou plus littéralement « celui qui est installé sur l'autre rive » une périphrase servant à désigner les Alamans installés à l'ouest du Rhin. Le mot Alisaz, peut-être latinisé en Alsatiam, Alesatio ou Alsatius, aurait alors été le nom donné par les Alamans de la rive droite de Rhin à ceux qui ont traversé le fleuve pour s'installer sur la rive gauche, au pied des Vosges. 
- Ali- « autre, ailleurs » serait issu du germanique commun *alja « autre » (cf. Gotique aljis ; vieux haut allemand eli ; anglo-saxon elles > Anglais else)
- saz / sazzo « établissement » représenterait le prétérit du verbe vieux haut allemand sizzan « se trouver » issu du germanique commun *setjanan (cf. prétérit de l'allemand saß, du verbe sitzen, et du vieil anglais sæt > anglais sat de to sit) d'où « être fixé, résider »[5],[6],[7].

### İIlsassou le pays de l'Ill
Une autre explication fait de l'Alsace le « pays de l'Ill » (lire: ill) sur la base de l'étymon *Illsaß pour la raison que le radical El- de Elsass rappelle l'hydronyme İll. Selon des tenants de cette thèse, la signification étymologique du mot Alsace vient de l'alsacien (alémanique) : Elsass / Elsaß. Littéralement Elsass pourrait signifier « le lieu où se trouve l'Ill » soit le Pays de l'Ill.
- El- vient de l'alémanique Ell qui signifie l'Ill, la principale rivière alsacienne qui traverse la région du Sud au Nord. La rivière prend sa source dans le Jura alsacien et se jette dans le Rhin à Strasbourg. C'est le plus important affluent alsacien du Rhin.
- saß vient du verbe sitzen (se trouver, être assis) (prétérit de l'allemand : saß – prétérit du vieil anglais : sæt).

Cette explication est cependant à rejeter. Entre les Xe et XIVe siècles cet affluent est cité sous les noms Alsa et Alle (années 1259, 1262, 1289 et 1349). Cependant les mentions les plus anciennes font une nette distinction entre le nom de l'Alsace et le nom de cette rivière. À l'époque carolingienne, la rivière a toujours un radical en [ i ] : Illam en 770 et au XIIe siècle, Illa en 777 et 845, Ille en 814. La forme Alsa est donc une déformation tardive et savante inspirée par le nom même de l'Alsace.

### Alisou le pays des sources phréatiques
Le nom de l'Alsace serait issu de la racine paléo-européenne AL-(i)S qui indique le « mouvement d'une eau qui dépasse » en référence au phénomènes des sources et résurgences qui apparaissent en maints endroits dans les marécages du Ried . D'après cet auteur, l’étymologie *Alisaz ne possède aucun fondement scientifique et a tout d'une "remotivation" (cependant cette théorie de la "remotivation" si elle est pertinente dans le cadre précis d'une langue vivante définie, n'en a aucune dans celui de la toponymie, qui par définition conserve les traces de plusieurs langues. D'ailleurs la plupart des toponymes sont complètement incompréhensibles, preuve qu'ils n'ont jamais été "remotivés", pas plus hier qu'aujourd'hui). Elle a contre elle quatre arguments : 
1) ce serait la seule formation parmi les noms de régions germaniques qui ne s'appuierait pas sur un nom de rivière, montagne, forêt, peuple ou ville importante 
2) *alisaz signifie "autre établissement", en aucun cas "établissement à l'étranger" ou "établissement sur l'autre rive"
3) ce sens aurait été littéralement incompréhensible pour ses habitants
4) cette étymologie ne tient pas compte des formes antérieures à 754.
Il existe cinq autres propositions d'étymologie, inadéquates, tour à tour pour des raisons de forme, de sens, de référent géographique. Parmi elles, l'étymologie par le nom de l'Ill est séduisante, toutefois les formes anciennes du nom de l'Alsace (avec un a et un e initial) ne correspondent pas à celle de l'Ill (majoritairement en i). Deux autres, celtisantes, ont le mérite d'avoir attiré l'attention sur la concordance entre les formes romanes médiévales du nom de l'Alsace, Aulxey, Auxois, Aussay, Aussais et les plus anciennes formes d'archives, qui toutes semblent stipuler un étymon *Alisatium, et d'autre part plusieurs toponymes non alsaciens. NDL français : Aussois, Auxois, Aussonce, Auxon, Aussonne, Auxonne, Auzelles, Auzon, Alzen, Alzon(ne) ; hydronymes français : Alise, Alses, Auxence, Auze, Alzon, Auzance, Alzonne ; hydronymes allemands : Alsenz, affluent de la Nahe, Elsenz, affluent du Neckar, qui proviennent d'un étymon *Alisantia ; lieux antiques : Alisontia, nom latin d'un affluent de la Moselle, Alesia, Alsium, Alsincum, etc. Cependant, les hydronymes basés sur un radical Ali- sont rapprochés des toponymes du type Alisia > Alésia, par Xavier Delamarre qui considèrent les types Alisont(i)a, Alisincum comme des dérivés. Il fait la synthèse des hypothèses proposées par différents spécialistes : alisia serait le nom de l'alisier qu'on pourrait rattacher au nom indo-européen de l'aulne : vieux haut allemand elira < *alizō, latin alnus < *alisnos ou alors alisia signifierait « la roche » et serait à relier aux termes vieil irlandais all « rocher, escarpement » et ail « rocher, grosse pierre » respectivement de *plso- et *plses- issus de la racine indo-européenne *pel-s : vieux haut allemand felisa > Fels (cf. français falaise), sanskrit pasanah « pierre », grec pélla « pierre ».
En fait, il ne faudrait pas lire *Ali|satium (germanique) mais *Alis|atium (pré-germanique). Voici pourquoi :
1) le suffixe -atium pourrait être une latinisation d'un suffixe primitif -ate[Information douteuse], bien connu en toponymie française, d'origine pré-celtique. L'étymon primitif du nom de l'Alsace aurait été *Alisate. Toutefois, les noms de lieux en -ate, conservent tous en latin leur finale -ate (cf. Condate (> Condé, Condat), Arelate (> Arles), etc.
2) le radical alis-, qu'E.Nègre dans TGF 1990[réf. incomplète] donne pour hydronymique (plusieurs mentions de "source importante") et pré-celtique, pourrait être en fait composé des deux racines AL + IS, toutes deux connues en toponymie[Information douteuse] :
— tous les auteurs[Lesquels ?] considèrent la racine AL, variante de AR, comme hydronymique et désignant des cours d'eau ["mouvement, eau en mouvement"] (Allaine, Alagnon, Elaver = Allier, Elle, Ill, Isle, etc.). Cela-dit, si un radical Al- est bien identifiable, on hésite sur la nature de la racine : peut-être s'agit il de *al- [*hel-] « nourrir » ou encore *alə- [helh-] « aller sans but, errer », d'où l'idée de « cours d'eau nourricier, abondant en poissons » dans un cas ou l'idée de « cours d'eau qui divague, qui sort de son lit » dans l'autre. 
— la racine IS est, selon les auteurs[Lesquels ?], hydronymique (Isère, Oise, Yser, Isar…) ou/et oronymique (col de l'Iseran, Izaux, Istres… d'autres étant masqués par des éponymes invérifiables). Elle signifie « source, surgissement ».
AL-IS (déterminé suivi de déterminant) signifierait alors « eau, rivière [issue] de [la] source », soit l'équivalent exact de Brunnenwasser, qui doit en être la traduction (voir ci-dessous). Cette hypothèse est contredite par Xavier Delamarre, entre autres, pour lequel Isara à l'origine des hydronymes Yser, Isar, Isère, Oise, etc. signifie « l'impétueuse, la rapide ». Ce terme évoque immédiatement l'indo-européen *isərós [ish-rós] « impétueux, vif, vigoureux » que postulent les termes sanskrit isiráh, même sens, grec hieros « sacré », etc. et repose sur une racine indo-européenne *eis(ə)-.